# Abel Sanchez

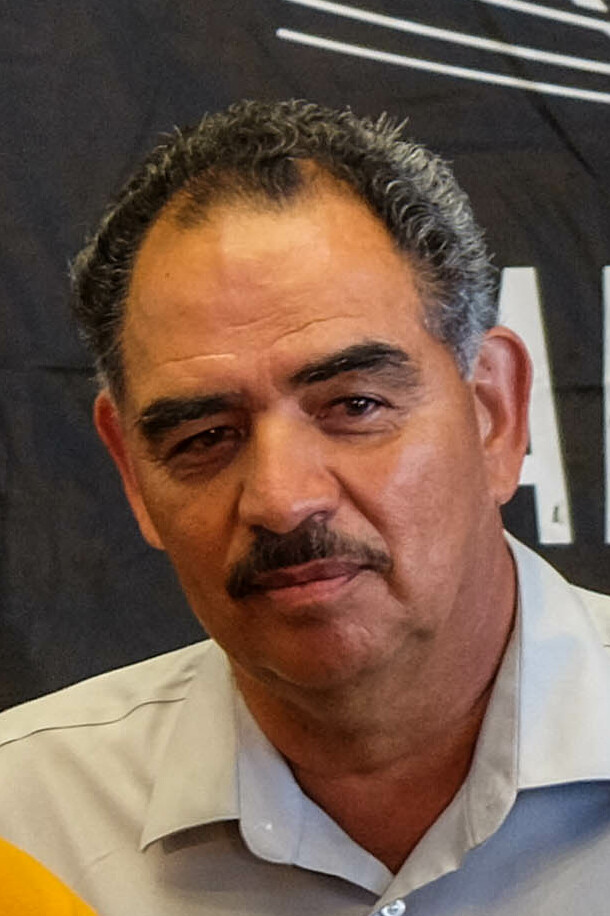
Abel Sanchez (2015)

Abel Sanchez ist ein mexikanischer Boxtrainer. Er ist der aktuelle Trainer von Gennadi Golowkin, dessen erster Trainer Magomed Schaburow war.
Aktuell trainiert er unter anderem auch den ehemaligen nigerianischen WBC-Weltmeister im Schwergewicht Samuel Peter, Joel Diaz junior, Luis Carlos Abregu, Salvador Sanchez II, den ehemaligen WBO-Weltmeister im Halbmittelgewicht Saurbek Bajsangurow, Konstantin Ponomarev, Sullivan Barrera, den aktuellen IBF-Weltmeister im Cruisergewicht Murat Gassiev, Denis Shafikov und Ben Hall.
Unter den anderen Boxern, die von Sanchez trainiert wurden, gehören Terry Norris, Orlin Norris, Lupe Aquino, Jesus Salud, Miguel Ángel González, Nana Konadu, Paul Vaden, Carlos Baldomir und Francois Botha.
Sanchez gehört zweifelsohne zu den weltweit besten Trainern. Im Jahre 2015 wurde er von der einflussreichen Organisation Boxing Writers Association of America (BWAA) mit dem Eddie Futch Award zum „Trainer des Jahres“ gewählt und im darauffolgenden Jahr zeichnete ihn Yahoo Sports zum Trainer des Jahres aus.